# Inmigración tailandesa en los Estados Unidos
Los tailandeses estadounidenses (en tailandés: ชาวอเมริกันเชื้อสายไทย; anteriormente conocidos como estadounidenses siameses) son estadounidenses de ascendencia tailandesa.

## Historia en los EE. UU.
Según el MPI Data Hub, 253.585 tailandeses que inmigraron a los Estados Unidos a partir de 2016, lo que representa el 0.0057% de todos los inmigrantes ese año. Al comparar los datos del MPI Data Hub con la Oficina del Censo de los Estados Unidos, existen inconsistencias significativas de la población actual total. Según el censo de Estados Unidos, actualmente hay 300.319 tailandeses que viven en los Estados Unidos en la actualidad, con un margen de error de +/- 14.326.

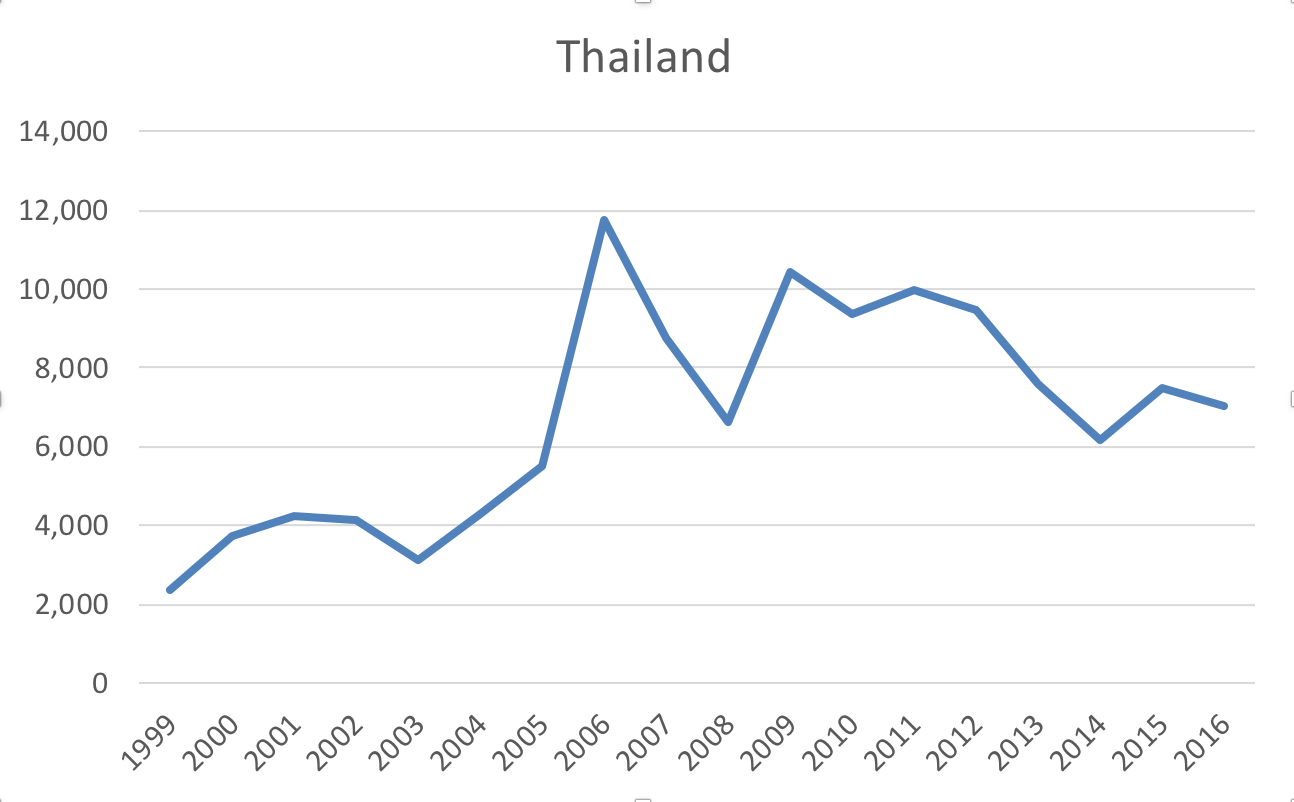
Datos compilados de MPI Data Hub

La inmigración tailandesa a los Estados Unidos avanzó muy lentamente. La inmigración masiva inició durante y después de la Guerra de Vietnam, en la que Tailandia fue un aliado de Estados Unidos y Vietnam del Sur. Los registros muestran que en la década comprendida entre 1960 y 1970, unos 5.000 tailandeses emigraron a Estados Unidos. En la década siguiente, el número aumentó a 44.000. De 1981 a 1990, aproximadamente 64.400 ciudadanos tailandeses se mudaron a los Estados Unidos.
La tendencia general de la inmigración tailandesa se puede afirmar a un ritmo de aumento relativamente constante salvo por el pico en 2006, que marca la disolución del Parlamento tailandés en febrero y un golpe de Estado posterior en septiembre siguiente. De 2007 a 2008, las cifras volvieron a bajar a un ritmo regular hasta 2009, que procedió a un año de agitación militar y política debido a la desconexión entre el Ejército real monárquico de Tailandia y el gobierno democrático recientemente establecido en 2006. Según el censo de 2000, había 150.093 tailandeses en Estados Unidos. En 2009, 304.160 residentes estadounidenses se incluyeron en la lista de tailandeses.

## Demografía
Los Ángeles, en California, tiene la mayor población tailandesa fuera de Asia. En el estado se halla la primera Thai Town (Ciudad Thai). En 2002, se estimó que más de 80.000 tailandeses y tailandeses estadounidenses vivían en Los Ángeles.[cita requerida] Otras grandes comunidades tailandesas se encuentran en el condado de Clark, Nevada; Condado de Cook, Illinois; El condado de Tarrant, Texas; Condado de Orange, California; El condado de San Bernardino, California; El condado de San Diego, California; San Francisco, California; Fresno, California; Sacramento, California; Condado de King, Washington; El condado de Fairfax, Virginia; Filadelfia, Pensilvania; Queens, Nueva York; Madison, Wisconsin; Seattle, Washington; y el condado de Montgomery, Maryland .[cita requerida] El censo de los Estados Unidos de 2010 contó 237.629 tailandeses en el país, de los cuales 67.707 viven en California. 

### Estadísticas
Datos del Migration Policy Institute
Población nacida en Tailandia:
| Año  | Número  | Margen de error |
| ---- | ------- | --------------- |
| 2000 | 169 801 | -               |
| 2006 | 186 526 | +10 506         |
| 2007 | 195 948 | +9668           |
| 2008 | 199 075 | +8633           |
| 2009 | 203 384 | +8921           |
| 2010 | 222 759 | +9960           |
| 2011 | 239 942 | +13 087         |

Nuevos residentes permanentes legales:
| Año  | Número |
| ---- | ------ |
| 2000 | 3753   |
| 2001 | 4245   |
| 2002 | 4144   |
| 2003 | 3126   |
| 2004 | 4318   |
| 2005 | 5505   |
| 2006 | 11 749 |
| 2007 | 8751   |
| 2008 | 6637   |
| 2009 | 10 444 |
| 2010 | 9384   |
| 2011 | 9962   |
| 2012 | 9459   |
| 2013 | 7583   |
| 2014 | 6197   |
| 2015 | 7502   |
| 2016 | 7039   |

Tailandeses con ciudadanía estadounidense:
| Año  | Número |
| ---- | ------ |
| 2000 | 5197   |
| 2001 | 4088   |
| 2002 | 4013   |
| 2003 | 3636   |
| 2004 | 3779   |
| 2005 | 4314   |
| 2006 | 4583   |
| 2007 | 4438   |
| 2008 | 6930   |
| 2009 | 4962   |
| 2010 | 4112   |
| 2011 | 5299   |
| 2012 | 6585   |
| 2013 | 5544   |
| 2014 | 4805   |
| 2015 | 5213   |
| 2016 | 5211   |

## Influencia cultural en América
Los tailandeses son famosos por llevar la cocina tailandesa a los Estados Unidos. La cocina tailandesa es popular en todo el país. Incluso los restaurantes que no son tailandeses pueden incluir platos de influencia tailandesa en su menú. La prominencia de la cultura tailandesa en los Estados Unidos es desproporcionada con respecto a su número. El estacionamiento de tropas estadounidenses en Tailandia durante la guerra de Vietnam expuso a los soldados a la cultura y la cocina tailandesas, y muchos de ellos regresaron a casa con esposas tailandesas.

## Participación política
Hace pocos años, la comunidad tailandesa estadounidense no participaba en la política. Sin embargo, con la reciente controversia sobre el ex primer ministro Thaksin Shinawatra, la actividad política en la comunidad tailandesa aumentó. Antes de su derrocamiento, hubo protestas contra él en el consulado tailandés en Los Ángeles. En 2003, dos estadounidenses tailandeses se presentaron a las elecciones municipales, una en Anaheim, California, y la otra en Houston, Texas. Ambos perdieron. Sin embargo, el 7 de noviembre de 2006, Gorpat Henry Charoen se convirtió en el primer funcionario estadounidense de origen tailandés, cuando fue elegido para el Ayuntamiento de La Palma en California. El 18 de diciembre de 2007, se convirtió en el primer alcalde estadounidense de origen de una ciudad estadounidense.
En 2010, Charles Djou se convirtió en el primer tailandés-estadounidense elegido al Congreso; anteriormente había trabajado en la Casa del Estado de Hawái y en el Consejo Municipal de Honolulu. Tammy Duckworth, una veterana tailandesa de la guerra de Irak, se postuló para el Congreso como demócrata en el sexto distrito de Illinois en las elecciones de mitad de período de 2006. Fue derrotada por un estrecho margen y se desempeñó durante dos años como Subsecretaria de Asuntos Públicos e Intergubernamentales del Departamento de Asuntos de Veteranos de los Estados Unidos. Anteriormente fue directora del Departamento de Asuntos de Veteranos de Illinois. Fue considerada una candidata probable para el nombramiento del Senado de los Estados Unidos para cubrir la vacante causada por la elección de Barack Obama a la Presidencia de los Estados Unidos ; sin embargo, se nombró a Roland Burris en su lugar.
El 6 de noviembre de 2012, Duckworth fue elegido miembro del Congreso de los Estados Unidos para representar al octavo distrito de Illinois. El 8 de noviembre de 2016, fue elegida como senadora junior de Illinois, el escaño que ocupaba anteriormente Barack Obama. Bhumibol Adulyadej, el anterior Rey y Jefe del Estado de Tailandia, nació en el Hospital Mount Auburn en Cambridge, Massachusetts, el 5 de diciembre de 1927. En ese momento, su padre estudiaba en la Universidad de Harvard. Es el único monarca nacido en Estados Unidos en la historia.